# Hillsborough (stade)
Pour les articles homonymes, voir Hillsborough.
Le stade de Hillsborough est un stade de football d'une capacité de 39 732 places situé à Owlerton, dans la banlieue nord-ouest de Sheffield, dans le Yorkshire, en Angleterre. C'est l'enceinte du club de Sheffield Wednesday FC depuis son ouverture en 1899.
Le stade a été considérablement réaménagé depuis 1899, avec de nouvelles tribunes de chaque côté et la tribune Sud d'origine ayant été reconstruite à temps pour les phases de poule de l'Euro 1996. Toutes les tribunes sont couvertes.
Le terrain a été le théâtre de la catastrophe de Hillsborough le 15 avril 1989, au cours de laquelle 97 supporters de Liverpool sont décédés lors d'une demi-finale de la FA Cup contre Nottingham Forest. Le rapport Taylor qui a suivi la catastrophe a provoqué de très profonds changements dans l'ensemble des stades britanniques, tels que l'abandon des places "debout" et le retrait de clôture autour du terrain.
Les projets du club de rénover le stade et d'étendre la capacité à 44 825 places ont été approuvés par le conseil municipal de Sheffield dans le cadre de la candidature de l'Angleterre pour la Coupe du monde. Le stade a précédemment accueilli la Coupe du monde de football 1966 et le Championnat d'Europe de football 1996.
La capacité du stade est temporairement réduite à 34 854 pour des raisons de sécurité, bien que les travaux se poursuivent pour rétablir sa capacité maximale.

## Histoire
Au cours de la saison 1898–1899, Sheffield Wednesday utilisait un terrain convoité par la compagnie des chemins de fer, le club a dû trouver un nouveau terrain pour la saison suivante.
Le propriétaire des orfèvreries James Dixon & Sons, a offert un site de 10 acres (4,0 ha) à Owlerton, une zone peu peuplée au nord-ouest de la ville. Il a été acheté pour 5 000 £ plus les frais. Le sol a été nivelé et l'ancienne tribune d'une capacité de 2 000 places a été déplacée sur le terrain, on y ajoute une autre tribune de 3 000 places pour le début de la saison suivante. Le premier match y est joué le 2 septembre 1899 contre Chesterfield FC. C'est un joueur de Chesterfield, Herbert Munday, qui a marqué le premier but dans le nouveau stade mais Sheffield Wednesday remporte le match 5 à 1. Malgré l'emplacement du terrain à plusieurs kilomètres à l'extérieur des limites de la ville et un mauvais service de transport en commun, le nouveau stade comptait en moyenne 3 000 supporters pendant les premiers mois.

### Premières années
Le terrain était connu sous le nom de stade Owlerton jusqu'en 1914, date à laquelle il a été renommé Hillsborough pour coïncider avec le nouveau nom de la circonscription nouvellement créée. Dans son nouveau stade, Sheffield Wednesday remporte ses premiers titres, les championnats 1902-1903 et 1903-1904 et une victoire en Coupe d'Angleterre en 1907.
La première demi-finale de la FA Cup à se tenir à Hillsborough était un match d'appui entre West Bromwich Albion et Blackburn Rovers le 3 avril 1912. Une foule de 20 050 personnes a vu la victoire de West Bromwich. Cela a été suivi par le premier match international, le 10 avril 1920. Un match entre l'Angleterre et l'Écosse devant 25 536 spectateurs. Le match s'est terminé avec une victoire de l'Angleterre 5 à 4. Les deux saisons suivantes ont vu Hillsborough accueillir deux autres demi-finales de la FA Cup, toutes deux entre Preston North End et Tottenham Hotspur. L'affluence pour ces matchs étaient respectivement de 43 320 et 49 282. Le record jamais enregistré était de 72 841 spectateurs le 17 février 1934 pour un match de cinquième tour de la FA Cup contre Manchester City.
Après la fin de la saison 1912-1913, un bénéfice record a été annoncé par le club. L'argent a été investi dans le remplacement de la tribune sud. La tribune Est a également été agrandie. La nouvelle tribune sud a été achevée à temps pour le premier tour de la FA Cup le 1er octobre 1913 contre Notts County. Elle comprenait 5 600 sièges plus des gradins à l'avant. De nouveaux bureaux, des vestiaires, des buvettes et une salle de billard faisaient également partie de la nouvelle tribune. Lors d'un match le 4 février 1914, devant 43 000 personnes, un mur de soutènement à l'extrémité de Penistone Road s'effondre faisant 70 blessés et provoque la suspension du match pendant que les blessés sont emmenés à l'infirmerie.

### Après-guerre
Durant la période d'après-guerre, Hillsborough est devenu l'un des meilleurs stades du pays. Il a accueilli un total de 27 demi-finales de FA Cup. En 1966, le stade a été sélectionné comme l'un des sites de la Coupe du monde de football, accueillant des matchs du premier tour impliquant l'Allemagne de l'Ouest, l' Argentine, la Suisse et l'Espagne, ainsi qu'un quart de finale au cours duquel l'Allemagne de l'Ouest a battu l'Uruguay 4 à 0.
La démolition de la tribune nord a commencé en 1960 et les travaux ont commencé pour une nouvelle tribune de 110 m de long qui est la première du pays à s'étendre sur toute la longueur du terrain. Elle a été inaugurée le 23 août 1961, avec une capacité de 10 008 places elle double pratiquement la capacité en places assises de Hillsborough de 9 000 à 16 000.
Le stade connaît sa première finale de coupe de la Ligue anglaise en 1977 entre Everton FC et Aston Villa pour un match d'appui. Une foule de 52 135 personnes a assisté à un nouveau match nul 1–1 menant à un troisième match. À la fin des années 1980, le stade a organisé trois demi-finales successives de la FA Cup.

### Catastrophe d'Hillsborough

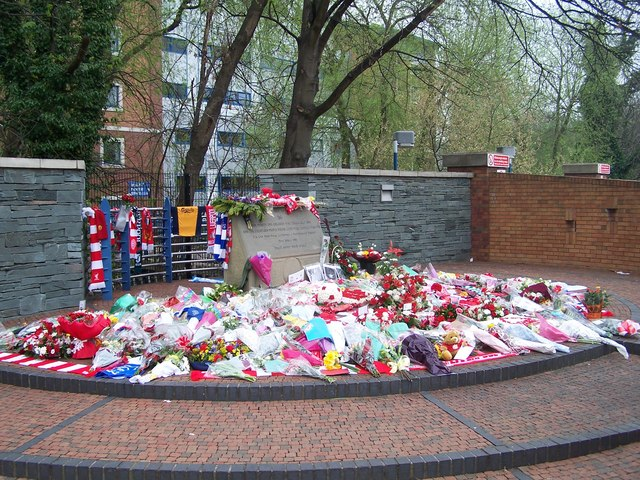
le mémorial de la catastrophe

Le 15 avril 1989 le stade a été le théâtre de la pire tragédie du football anglais, au cours de laquelle 97 supporters du Liverpool FC sont décédés lors d'une demi-finale de la FA Cup contre Nottingham Forest. Le club avait déjà été critiqué auparavant, notamment en 1981, pour le problème de mouvement de foule. Le rapport Taylor qui a suivi la catastrophe a provoqué de très profonds changements dans l'ensemble des stades britanniques, tels que l'abandon des places "debout" et le retrait de clôture autour des terrains.
Un mémorial est érigé non loin de l'entrée principale du stade.

### Nouvelle ère
Suivant les directives du rapport Taylor, le stade ne comporte plus que des places assises, le record de spectateurs dans cette nouvelle configuration est de 39 640 lors d'un match de Premier League contre Manchester United, le 2 février 2000. Auparavant en 1996 le stade accueille des matchs de l'Euro 1996 et en 1997 une finale de coupe de la Ligue anglaise entre Leicester City et Middlesbrough (1 à 0), Middlesbrough reviendra la même année pour une demi-finale contre Chesterfield (3 à 0).

### Inondation de 2007

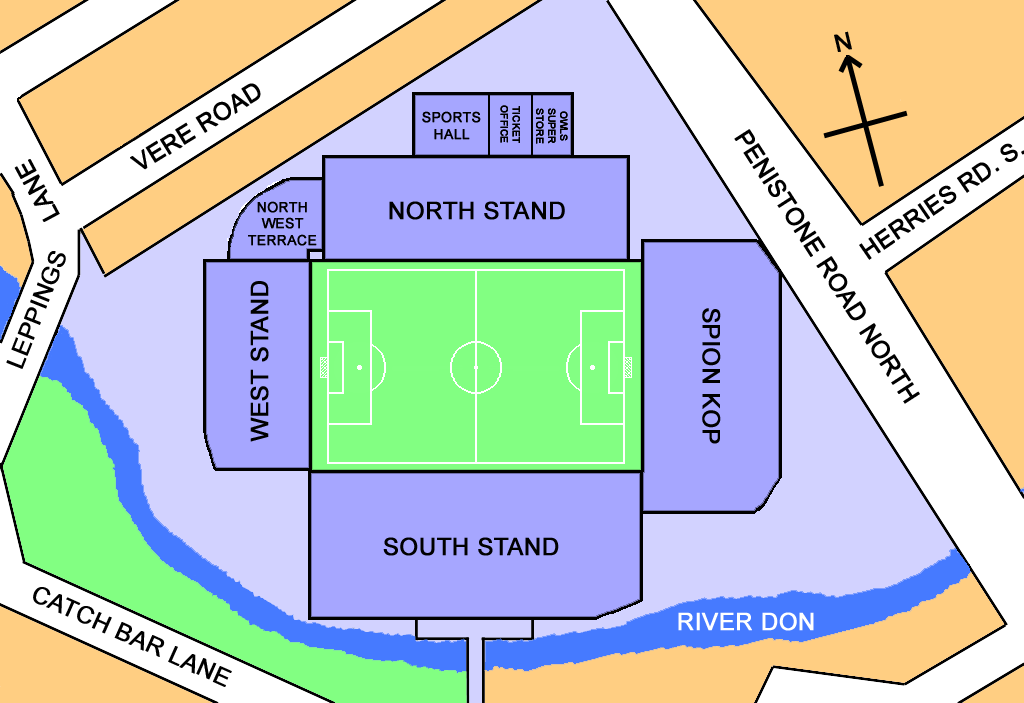
Plan du stade au bord de la rivière Don

En juin 2007, l'Angleterre connaît son mois le plus pluvieux provoquant des inondations dans plusieurs comtés. Le stade d'Hillsborough étant au bord de la rivière Don, il ne sera pas épargné. Les réparations durent plusieurs mois, mais n'affectent peu l'activité du club dans la trêve estivale.
Un mémorial est érigé en juin 2008 le long de la tribune sud.

## Structures

### Tribune Nord
La première tribune est construite en 1899, elle sera reconstruite en 1961 avec une capacité de 9 255 places. C'est la deuxième tribune en Angleterre avec un toit en porte-à-faux. La tribune sera inaugurée le 22 octobre 1961 au cours d'un match amical contre le Santos FC de Pelé, victoire 4 à 2 pour les Brésiliens.

### Tribune Ouest
La tribune Ouest est construite en 1900, puis refaite entre 1961 et 1965 avec une capacité de 6 658 sièges. C'est une tribune à deux étages dédiée aux visiteurs. Avant la catastrophe d'Hillsborough l'étage inférieur ne comportait que des places debout. Cette section ne sera rouverte qu'en 1991 avec 2 294 places assises.

### Tribune Sud
La tribune Sud d'origine a été construite en 1899–1903 et la tribune actuelle a été construite en 1913–15 et agrandie en 1995. La capacité totale de la tribune est de 11 352 places.
La plus grande tribune à Hillsborough est située sur les rives de la rivière Don. Elle a un grand niveau inférieur avec 8 275 sièges et un niveau supérieur connu sous le nom de «Grand Stand» avec 3 077 sièges. Les quatre blocs de sièges les plus proches à l'est du niveau supérieur sont utilisés comme enceinte familiale du club. Une horloge orne le milieu de la tribune, elle date du premier stade de Sheffield Wednesday et a été déplacée à Hillsborough.
La nouvelle tribune a connu une série d'améliorations, la première étant une conversion en places assises en 1965 avant la Coupe du Monde de la FIFA 1966 et la dernière étant un réaménagement majeur pour l'Euro 1996 avec 3 077 sièges supplémentaires, un nouveau toit, 30 loges, deux salles de conférence, un bar, un restaurant et des espaces de bureau ont été ajoutés. Les vestiaires sont également situés ici.

### Tribune Est
Appelé Spion Kop, la tribune Est a été construite en 1914 avec actuellement une capacité de 11 210 places assises. Les supporters lui ont donné ce nom, d'après une colline qui a été le théâtre d'une bataille pendant la Seconde Guerre des Boers. Le Spion Kop est construit sur une colline naturelle à l'extrémité est du terrain et abrite les supporters les plus virulents du club. Il est généralement simplement appelé par les fans The Kop. En 1914, des gradins en béton ont été installés sur la rive, qui a été agrandie en 1927. L'agrandissement final de la colline a eu lieu en 1954. Le toit est ajouté en 1986 après que les fans ont collecté des fonds pour contribuer au coût. La capacité était de  22 000 places.
Après la catastrophe de Hillsborough en 1989, les clôtures bleues ont d'abord été conservées. Cependant, pour la saison 1989-1990, les portes permettant la sortie vers le terrain ont été peintes en blanc et maintenues ouvertes pendant les matchs. Le Kop était la dernière partie du stade à se conformer aux nouvelles réglementations de la Premier League, en 1993. La capacité a donc été divisée par deux, mais le Kop reste l'une des plus grandes tribunes à un seul niveau en Grande-Bretagne.

## Situation
Le stade est situé au nord-ouest de la ville, à environ cinq kilomètres du centre-ville. La zone est principalement résidentielle avec un certain nombre de magasins et un centre commercial situé à proximité de Hillsborough Corner.
Le stade est entre Hillsborough Park au sud et des logements au nord. La rivière Don longe également le stade au sud. Derrière le Spion Kop, Penistone Road, une grande route à deux voies mène au centre-ville, tandis qu'il y a un peu d'espace entre la tribune ouest et Leppings Lane.

## Records
L'affluence la plus élevée enregistrée à Hillsborough a eu lieu au cinquième tour de la FA Cup le 17 février 1934. Un total de 72 841 personnes assistent au match nul 2–2 contre Manchester City.
L'affluence la plus élevée enregistrée depuis les travaux de conversion concerne un match de Premier League contre Manchester United le 2 février 2000. Le match a été suivi par 39 640 fans.
Lors de la saison 1952-1953, le stade enregistre la fréquentation moyenne saisonnière la plus élevée (42 520).
Hillsborough détient le record du plus grand nombre de spectateurs pour un match de football de troisième division en Grande-Bretagne. 49 309 spectateurs assistent au derby contre Sheffield United, le 26 décembre 1979, et la victoire 4 à 0 de Wednesday, la rencontre sera nommée Boxing Day Massacre,.

## Matchs internationaux
| Date       |                      | Résultats |          | Compétition                         | Spectateurs | Notes |
| ---------- | -------------------- | --------- | -------- | ----------------------------------- | ----------- | ----- |
| 1920-10-04 | Angleterre           | 5–4       | Écosse   | British Home Championship           | 35 000      |       |
| 1962-10-03 | Angleterre           | 1–1       | France   | Qualification UEFA Euro 1964        | 35 380      |       |
| 1966-07-12 | Allemagne de l'Ouest | 5–0       | Suisse   | Coupe du monde 1966 match de poule  | 36 000      |       |
| 1966-07-15 | Espagne              | 2–1       | Suisse   | Coupe du monde 1966 match de poule  | 32 000      |       |
| 1966-07-19 | Argentine            | 2–0       | Suisse   | Coupe du monde 1966 match de poule  | 32 000      |       |
| 1966-07-23 | Allemagne de l'Ouest | 4–0       | Uruguay  | Coupe du monde 1966 quart de finale | 34 000      |       |
| 1973-09-26 | Irlande du Nord      | 0–0       | Bulgarie | Qualification Coupe du monde 1974   | 6 206       |       |
| 1996-06-09 | Portugal             | 1–1       | Danemark | UEFA Euro 1996 match de poule       | 34 993      |       |
| 1996-06-16 | Croatie              | 3–0       | Danemark | UEFA Euro 1996 match de poule       | 33 671      |       |
| 1996-06-19 | Turquie              | 0–3       | Danemark | UEFA Euro 1996 match de poule       | 28 951      |       |

## Galerie

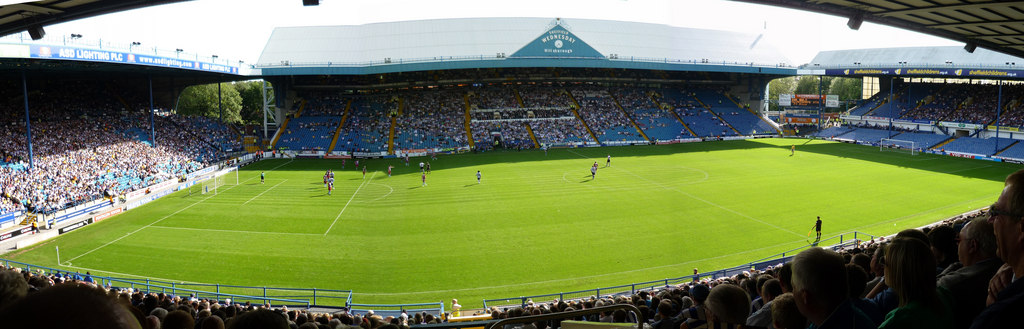
Vue intérieure du stade en 2009.

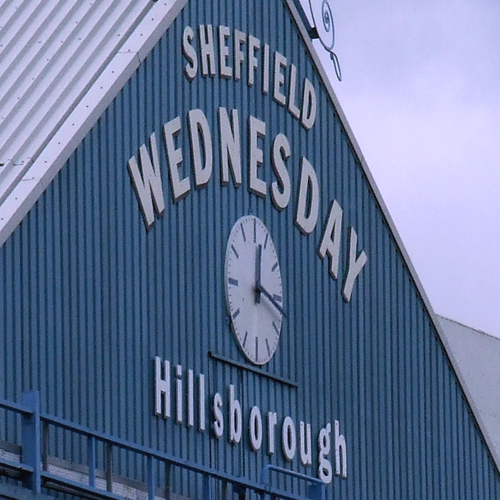
La pendule du stade
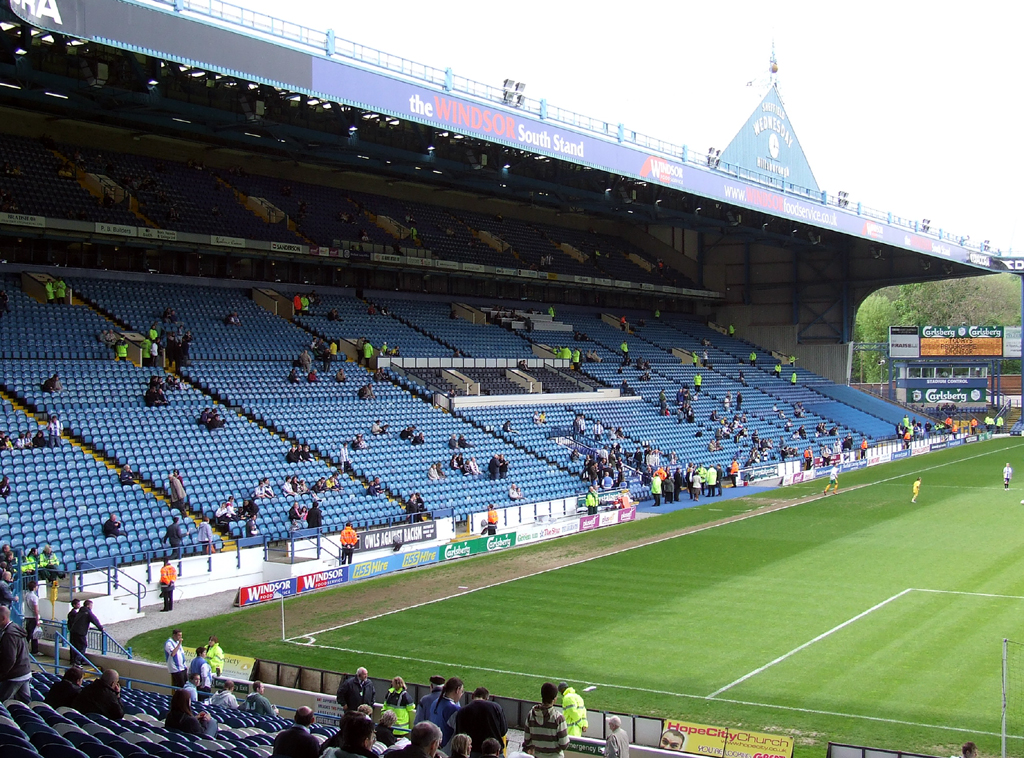
tribune Sud
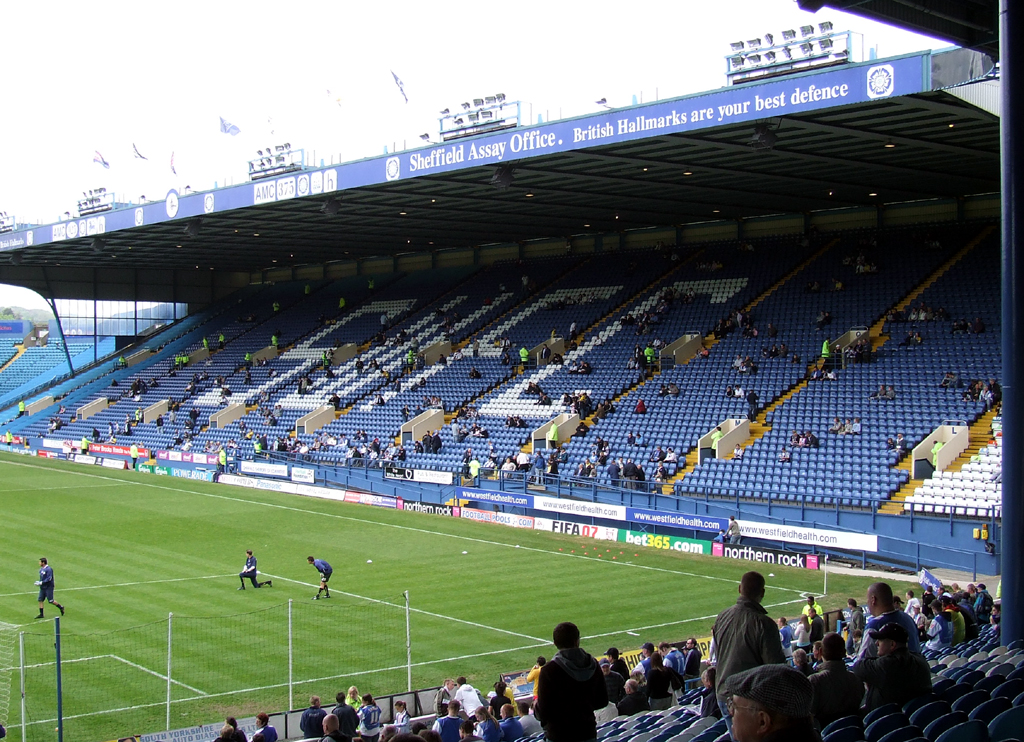
tribune Nord
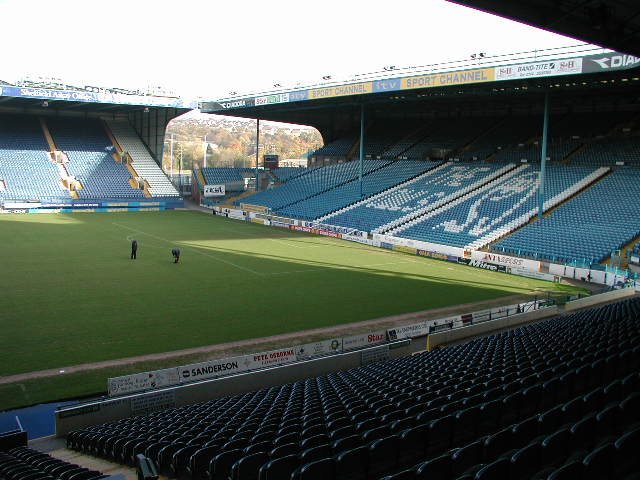
le Kop
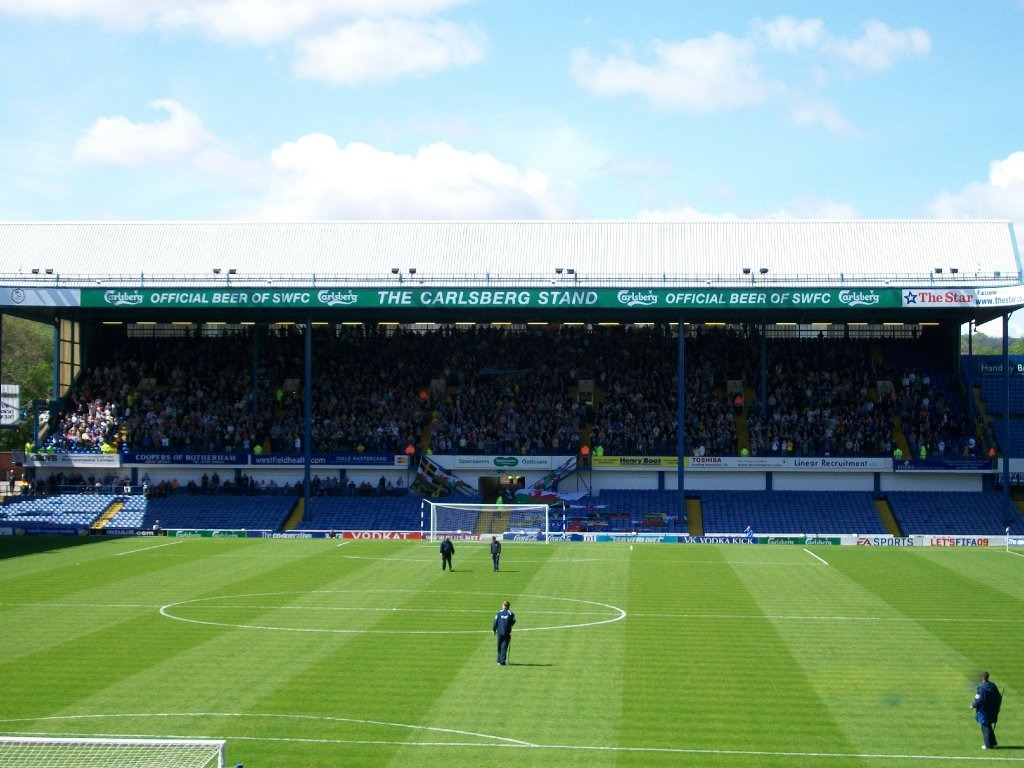
tribune Ouest